# Czeczwa
Czeczwa (ukr. Чечва) – rzeka na Ukrainie, przepływająca przez rejon rożniatowski i kałuski obwodu iwanofrankiwskiego. Lewy dopływ Łomnicy w dorzeczu Dniestru.

## Opis
Czeczwa ma 52 km długości, a powierzchnia jej dorzecza wynosi 548 km². Dolina rzeczna jest V-kształtna, z rozczłonkowanymi stokami. Terasa zalewowe leży po obu stronach rzeki i ma od 30-50 do 200–600 m szerokości. Szerokość koryta od 1-5 do 10 m, głębokość 0,4—0,8 m (największa – 2,8 m). Spadek rzeki 12 m/km.

## Położenie
Czeczwa bierze początek w Gorganach, z północno-wschodniej strony Arszycy. Powstaje z połączenia dwóch potoków – Nywczyny i Nerediwki. Płynie najpierw na północny wschód, w środkowym biegu – na północ, w dolnym biegu – ponownie na północny wschód. Wpada do Łomnicy między miejscowościami Pójło i Dołhe Kałuskie.

Powyżej wsi Swaryczów znajduje się 10 metrowa zapora wodna, tworząca zbiornik o powierzchni 228 ha. Bezsensowny zrzut wody z podczas silnych ulew spowodował zalanie wsi w dolinie Czeczwy i Łomnicy oraz miasta Kałusz w 2008 roku.

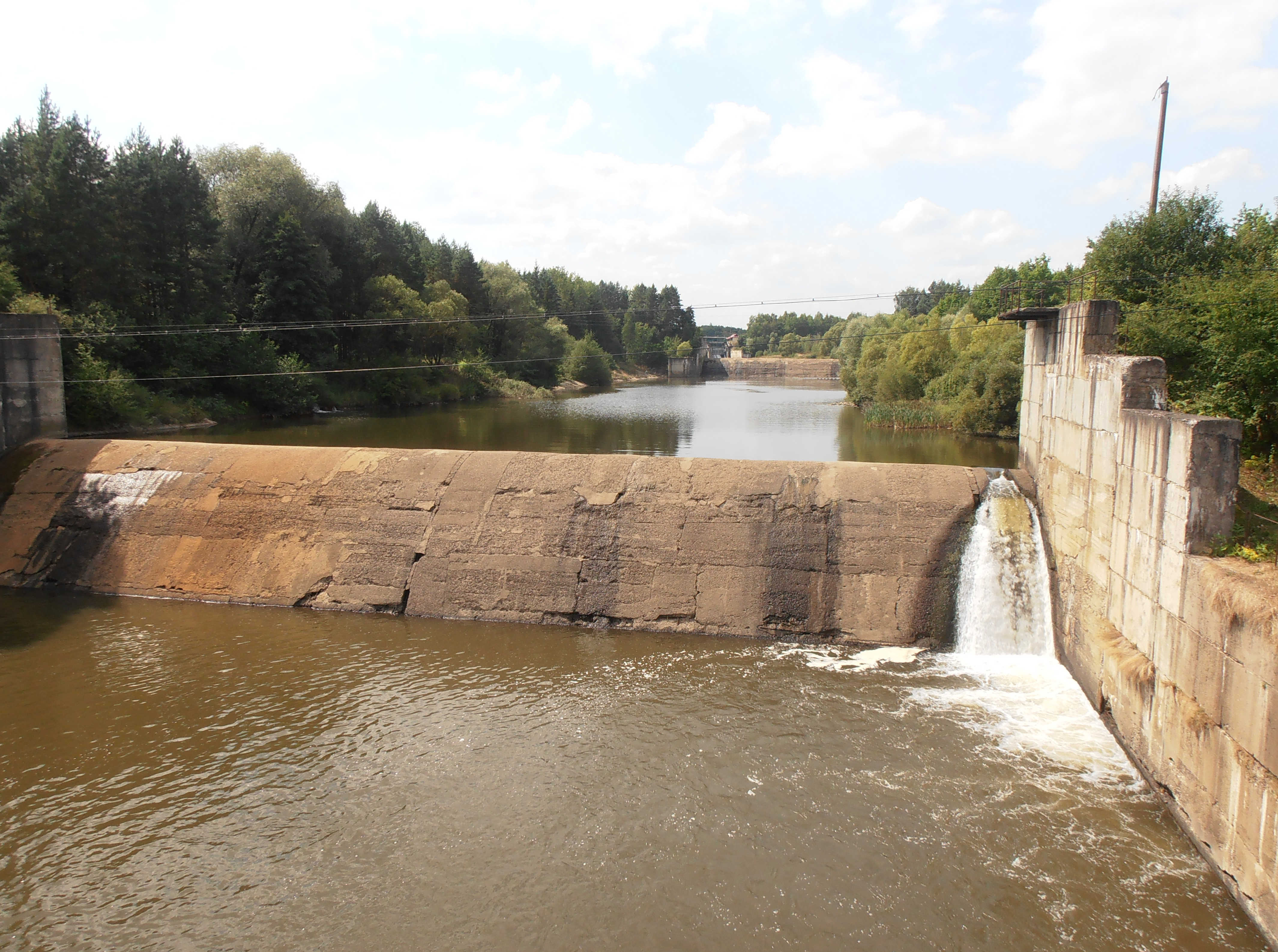
Zrzut wody z zalewu
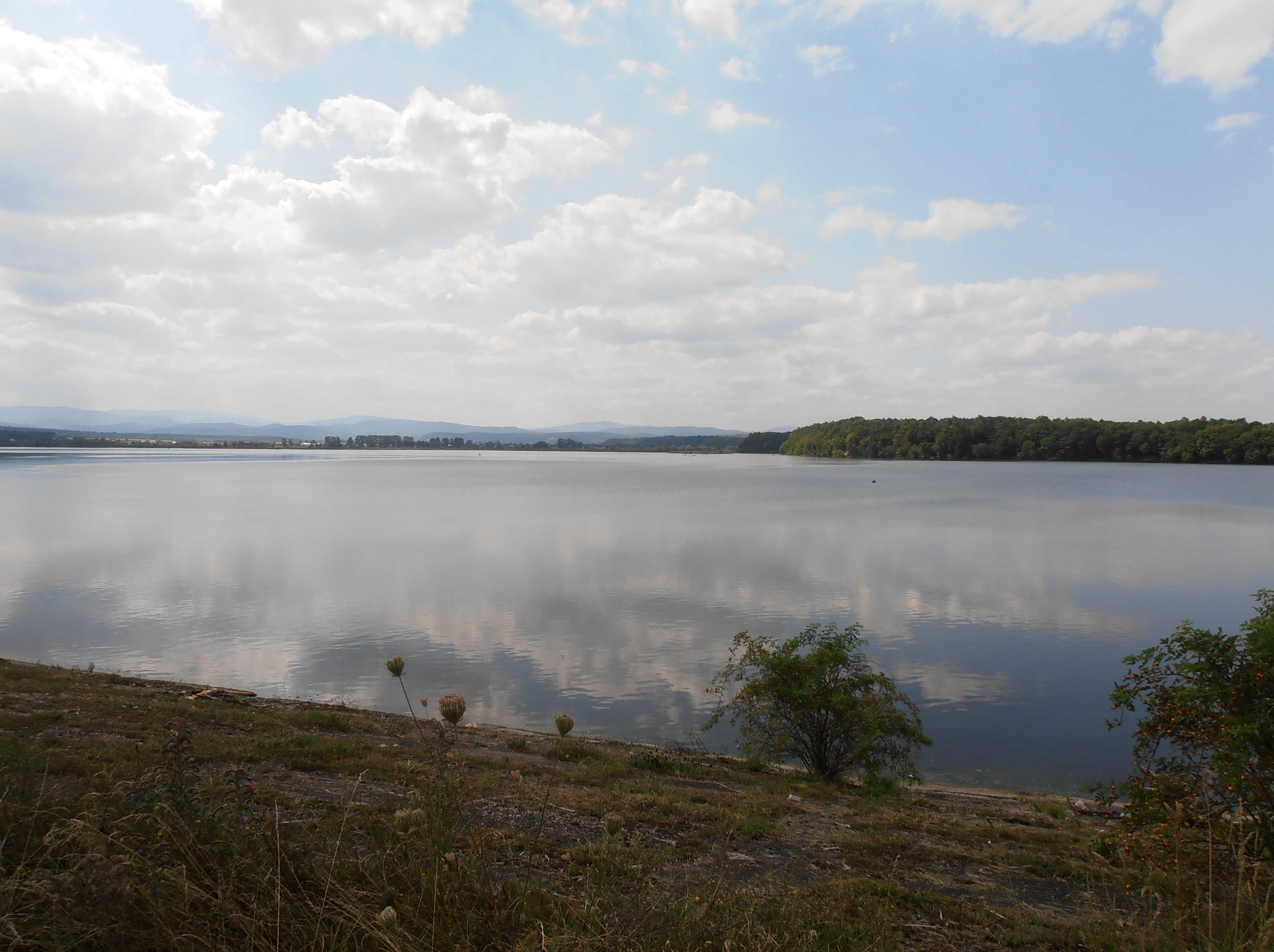
Wieś Strutyń Niżny nad zalewem
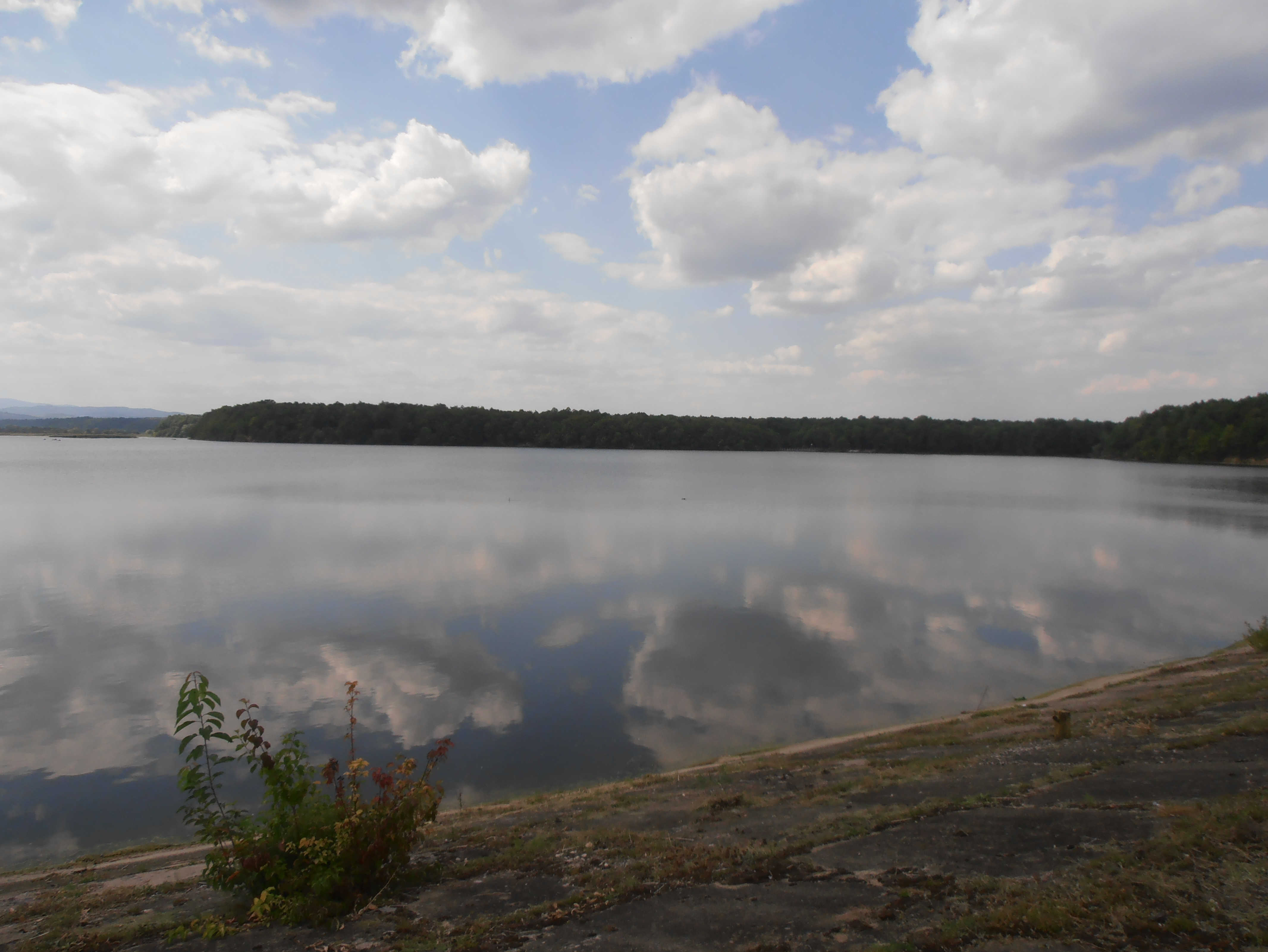
Dzikie kaczki
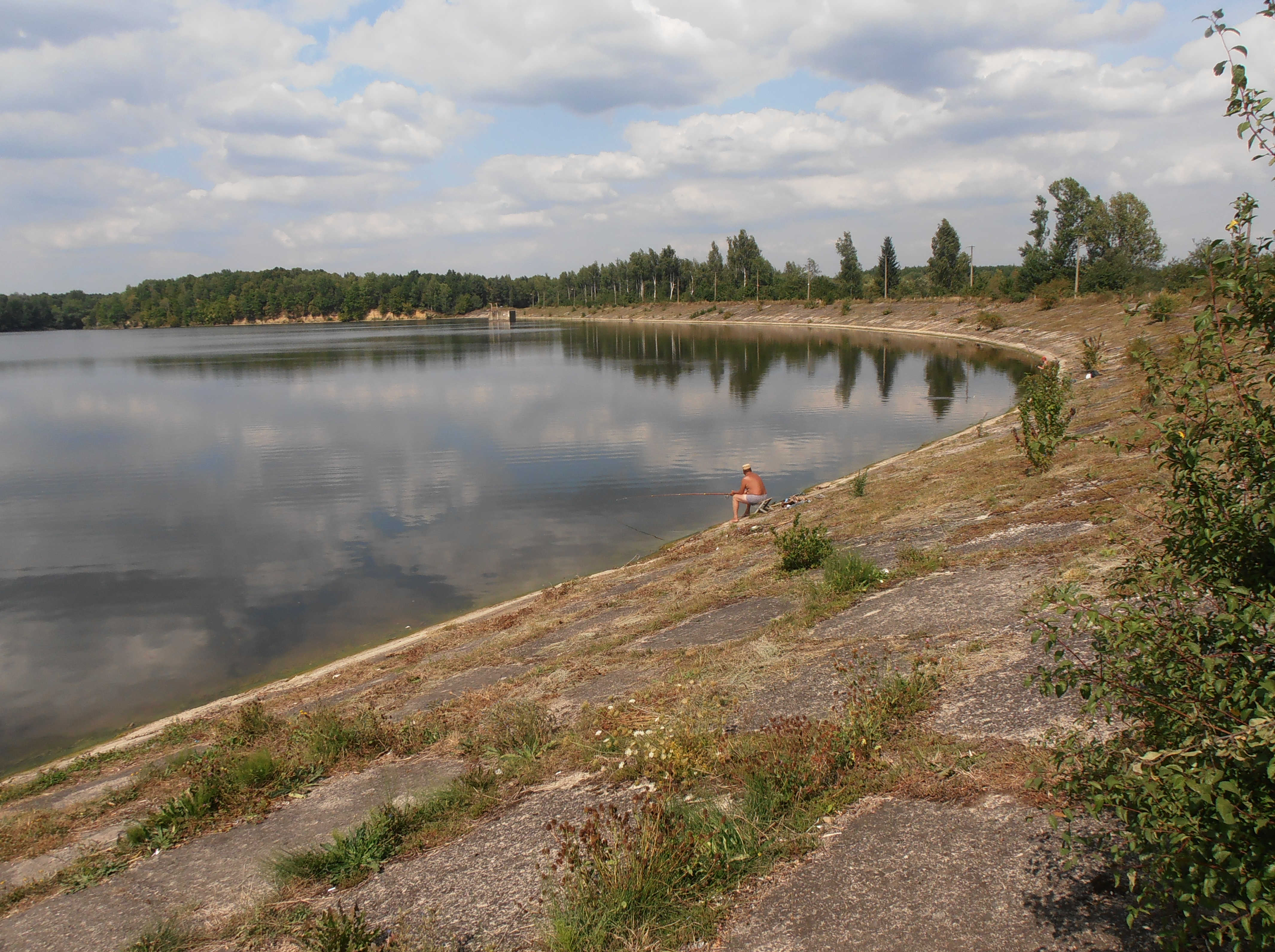
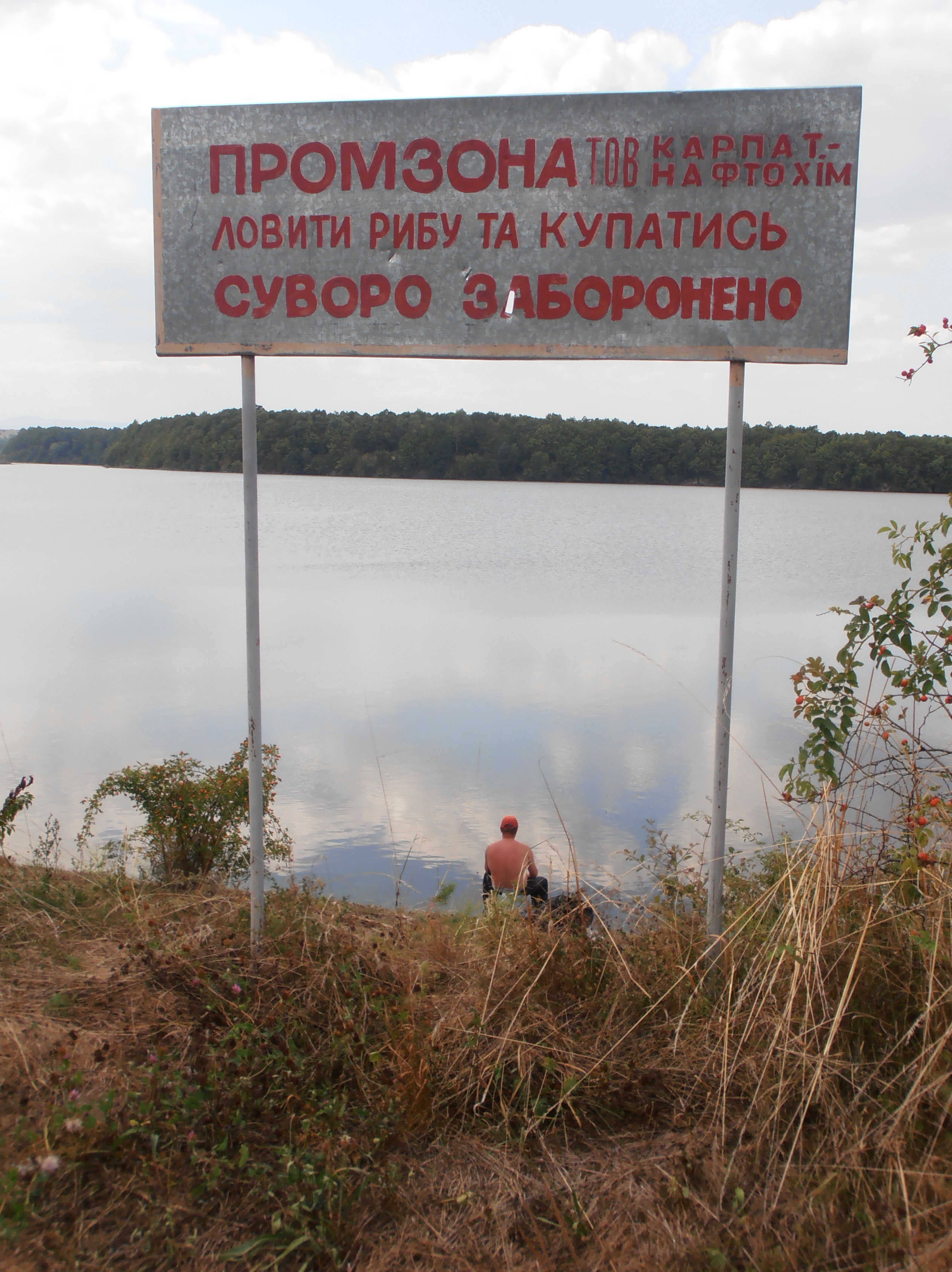

Dopływy: Suchodołeć, Bezdeżyćkyj, Iłemka, Maniawka (lewe); Kazarka, Menczylka, Mełecyna, Duba (prawe).

## Źródła
- Географічна енциклопедія України : у 3 т. / редколегія: О. М. Маринич (відпов. ред.) та ін. — К. : «Українська радянська енциклопедія» ім. М. П. Бажана, 1989.
- Czeczwa, także Czeczawą lub Czaczawą zwany, znaczny potok górski, [w:] Słownik geograficzny Królestwa Polskiego, t. I: Aa – Dereneczna, Warszawa 1880, s. 782.